# Бойко Віктор Іванович
Б́ойко Віктор Іванович (нар.21.03.1931 р., с. Лазірки, нині Оржиц. р-ну Полтав. обл.) — вчений-агроном.

## Життєвий шлях
В 1953 році закінчив Київський сільсько-господарський інститут. Працював головним агрономом радгоспів у Волгоградській, Запорізькій, Київській областях почав працювати з 1953 року, в 1960 році перейшов працювати до Київського тресту овоче-молочних радгоспів, а з 1962 по 1965 рік — інструктором сільгоспвідділу Київського обкому КПУ. З 1965 року цілий рік пропрацював заступником директора Київського тресту радгоспів та обійняв посаду заступника завідуючого відділу сільського госпдарства РМ УРСР в 1966 році, де і пропрацював аж до 1974 року. Від 1974 року Віктор Іванович  на посаді завідуючого відділу Інституту аграрної економіки УААН. У 1987 році отримав звання — Доктор економічних наук, а професорську посаду обійняв аж в 1997 році.

## Наукова діяльність
Наукова діяльність стосується розроблення концепції продовольчої політики, визначення пріоритетних напрямів та організаційно-економічних заходів щодо розвитку галузей АПК, зокрема овочівництва, формування ринку продовольства; дослідження з проблем агропромислової інтеграції, розміщення, спеціалізації та систем ведення сільського господарства України.

## Досягнення, нагороди та наукові роботи
Роботи:
- Економіка овочівництва. К., 1972;
- Агропромислова інтеграція в овочівництві. К., 1979;
- Проблеми розвитку і функціонування агропромислових формувань. К., 1989 (співавт.);
- Ринок продовольства. К., 1996 (співавт.);
- Зернове господарство: проблеми і напрями розвитку. К., 1998;
- Україна на Євроринку молочної продукції: стан і проблеми // Агроінком. 1998. № 5–6;
- Формування та функціонування ринку агропромислової продукції: Практ. посіб. К., 2000 (співавт.);
- Україна і ринок: зовнішньоекономічні аспекти // Соц.-екон. модель постреформованого розвитку агропромислового вироб-ва в Україні. К., 2000.

Література: Криворучко В. І. Бойко Віктор Іванович // Вчені економісти-аграрники. Ч. 1. К., 2001; Бойку В. І. — 70 // Економіка АПК. 2001. № 3.